# Cascapédia (fiume)
Il  fiume Cascapédia è un fiume che scorre nella penisola Gaspé, in Québec (Canada), che ha la sua origine nel lago Cascapédia. È alimentato dai torrenti delle montagne Chic-Choc e sfocia nella Baia Cascapédia, una piccola insenatura della baia dei Calori. Ha una lunghezza di circa 139 km (87 miglia). È anche chiamatato Grande Cascapédia, per differenziarlo dal fiume Little Cascapédia, che sfocia nella stessa baia ad est. 
È noto per la pesca del salmone atlantico. Con catture medie di 20 libbre (9,1 kg) e catture record di 54 libbre (24 kg) - avvenute nell'anno 1986 -, a lungo è stato riconosciuto come uno dei fiumi più pescosi del Québec.
Quasi tutto il suo corso è protetto nella Réserve Naturelle de la Rivière Cascapédia (tradotto, Riserva Naturale del Fiume Cascapédia), istituita nel 1982. Le sue sorgenti e il lago Cascapédia si trovano invece all'interno del Parco Nazionale Gaspésie.

## Etimologia

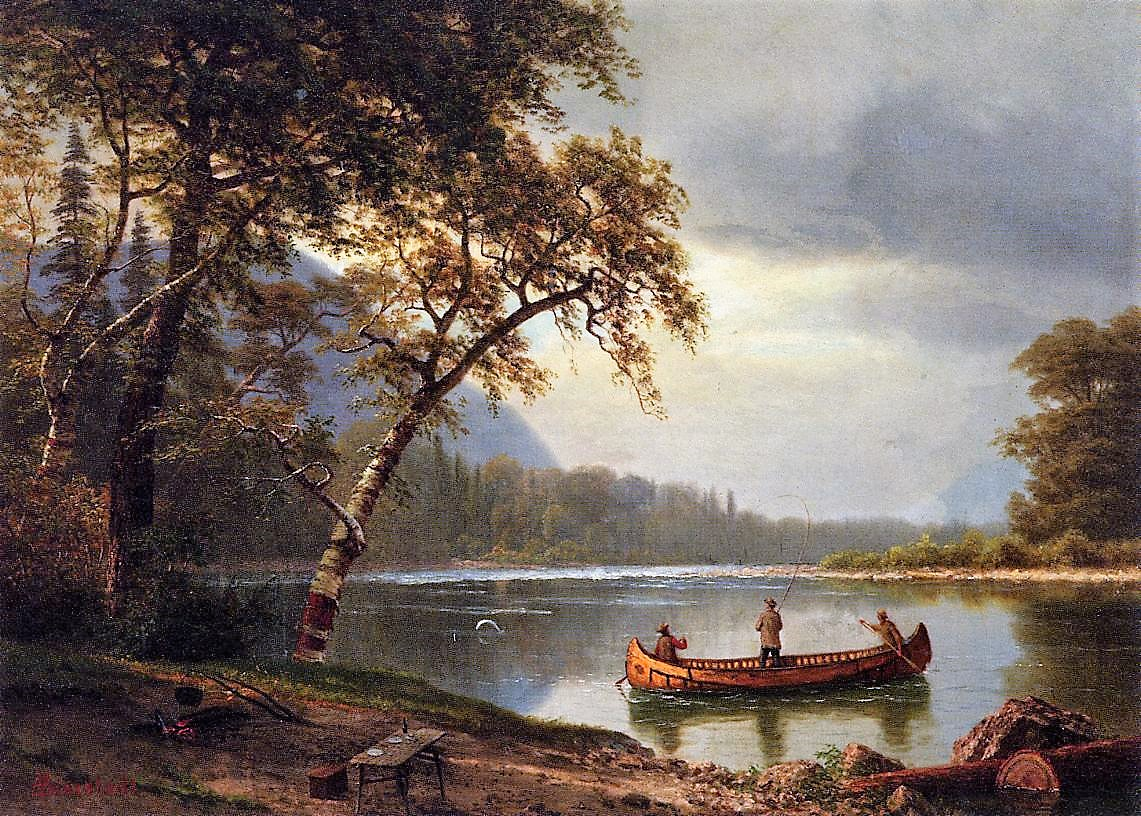
Pesca del salmone sul fiume Cascapédia, da Albert Bierstadt, seconda metà del IX secolo.

Il suo nome deriva dalla parola Micmac gesgapegiag, che significa "corrente forte" o "grande fiume". Fu documentato per la prima volta su una mappa da Jean-Baptiste-Louis Franquelin nel 1686 come Kichkabeguiak. Apparve in una mappa del 1783 come Kaskabijack. Nel 1863 Stanislas Drapeau utilizzò l'ortografia attuale.

## Geografia
Il fiume Cascapédia è interamente incontaminato e selvaggio e nessun comune lo sta utilizzando per le sue acque reflue. Poiché la sua fonte sono le montagne Chic-Choc, che sono in gran parte costituite da calcare solubile, le sue acque sono ricche di carbonati e povere di solfati e cloruri, con una conduttività elettrica e un livello di pH più elevati rispetto all'acqua tipica dei fiumi canadesi. La mancanza di agricoltura e industria mantiene il fiume libero dall'inquinamento. L'acqua è classificata con la massima qualità.

### Affluenti principali
I principali affluenti del fiume Cascapédia sono (partendo da monte):
- Ruisseau Blanc (White Creek)
- Ruisseau de la Truite (Trout Creek)
- Angers River
- Ruisseau Grand Nord (Large North Creek)
- Argument Creek
- Josué Creek
- Square Forks River
- Berry Creek
- Branche du Lac (Lake Branch)
- Ruisseau de l'Échouement (Stranding Creek)
- Ruisseau de Mineurs (Miners Creek)
- Ruisseau de l'Inlet (Inlet Creek)
- Brandy Creek
- Indian Creek
- Ruisseau du Dix-Septième Mille (Seventeen Mile Creek)
- Ruisseau aux Saumons (Salmon Creek)